# لويس السادس (ملك فرنسا)
لويس السادس (بالفرنسية: Louis VI de France) (أواخر العام 1081 - 1 أغسطس 1137)، الملقب بالبدين (الفرنسية: le Gros) والمقاتل (بالفرنسية: le Batailleur)، ملك فرنسا من 1108 إلى 1137.
تُسميه السجلات «ملك سان دوني». كان لويس أول عضو من أسرة كابيه يدفع بثبات مركزية مؤسسات السلطة الملكية نحو الأمام. أمضى تقريبًا كل فترة حكمه الذي دام تسعة وعشرين عامًا وهو يقاتل «البارونات اللصوص» الذين ابتُليت بهم باريس أو ملوك إنجلترا النورمانديين الذين حازوا الأراضي القارية لنورماندي. ومع ذلك، عزز لويس السادس سلطته جيدًا وكان من أوائل ملوك فرنسا الأقوياء منذ رحيل شارلمان عام 814.
كان لويس ملكًا محاربًا، ولكن زاد وزنه كثيرًا في الأربعينيات من عمره حتى صَعُبت عليه قيادة المعركة في الميدان. تقدم سيرته الذاتية - أعمال لويس البدين، التي أعدها مستشاره المخلص الأب سوجر من سان دوني - صورة مكتملة لشخصيته، التي يُعرف عنها الكثير مقارنةً بما عرفه المؤرخون عن معظم سابقيه.

## النشأة
ولد لويس نحو 1081 في باريس، والده فيليب الأول وأمه بيرثا من هولندا.
يخبرنا سوجر: «في شبابه، أنضجت الشجاعة المتعاظمة روحه بقوة الشباب، فجعلته يسأم الصيد والألعاب الصبيانية التي أحب أبناء جيله الاستمتاع بها ونسيان السعي وراء الأسلحة». و... «كم كان شجاعًا في شبابه، وبأي طاقة تصدّى لملك الإنجليز، ويليام روفوس، حين هاجم مملكة لويس الموروثة».
تزوج لويس من لوسيان دي روشفورت، ابنة كبير قصر والده، في 1104، لكنه انفصل عنها بعد ثلاث سنوات. ولم ينجبا أطفالًا.
في 3 أغسطس 1115 تزوج من أديلايد من موريين، ابنة هومبرت الثاني كونت سافوي وجيزيلا من بورغندي، وابنة أخت البابا كاليستوس الثاني. أنجبا ثمانية أبناء. كانت أديلايد من أكثر ملكات فرنسا في العصور الوسطى نشاطًا سياسيًا. ورد اسمها في 45 ميثاقًا ملكيًا من عهد لويس السادس. خلال فترة حكمها بصفة ملكة (1115-1137)، أُرّخت المواثيق الملكية بذكرعامها الملكي إلى جانب عام الملك.
كان سوجر مستشار لويس من قبل أن يخلِف والده في سن السادسة والعشرين في 29 يوليو 1108. عرقل الأخ غير الشقيق للويس وصوله إلى ريمس، لذا توّج ديبرت، رئيس أساقفة سينس، الملك الجديد في كاتدرائية أورليانز في 3 أغسطس. أرسل رالف الأخضر، رئيس أساقفة ريمس، مبعوثين للطعن في شرعية التتويج والمسح، دون جدوى.

## تحديات واجهتها السلطة الملكية
حين اعتلى لويس العرش، كانت مملكة فرنسا مجموعة من الإمارات الإقطاعية. لم يكن للعرش سوى القليل من السلطة على الدوقات والكونتات وراء إيل دو فرانس ولكن بدأ لويس ببطء تغيير الوضع، وتأكيد حقوق أسرة كابيه. ستكتمل هذه العملية التي بدأت في عهد لويس السادس خلال قرنين من الزمن.
تمثل التحدي الكبير الثاني الذي واجهه لويس القوة الصاعدة للأنغلو نورمان بقيادة ملكهم الجديد القدير، هنري الأول ملك إنجلترا.

## النزاع مع البارونات اللصوص
في وقت مبكر من حكمه (وفي عهد والده) واجه لويس مشكلة البارونات اللصوص الذين قاوموا سلطة الملك وانخرطوا في اللصوصية، ما جعل المنطقة المحيطة بباريس غير آمنة.
من قلاعهم، مثل لي بويزي وشاتوفورت ومونتليري، فرض هؤلاء البارونات الرسوم، وقطعوا الطريق على التجار والحجاج، وروّعوا الفلاحين، وإلى جانب ذلك نهبوا الكنائس والأديرة، وهو بالذات ما أغضب كتّاب ذلك الوقت، إذ كان معظمهم من رجال الدين.
في عام 1108، بعد توليه العرش بفترة وجيزة، انخرط لويس في حرب مع هيو من كريسي، الذي أنهك الريف وأسر أود كونت كورباي في «لا فيرتي ألاي». حاصر لويس تلك القلعة لتحرير أود.
في بداية عام 1109، حاصر لويس أخاه غير الشقيق، فيليب، ابن بيرتراد دي مونتفورت، الذي تورط في اللصوصية والمؤامرات ضد الملك، في مانتس لا جولي. تعاون فيليب في مؤامراته مع لوردات مونتفورت لاموري. جهز أموري الثالث دي مونتفورت مجموعة من القلاع التي تشكل عند ربطها معًا حاجزًا ممتدًا يفصل لويس عن مساحات واسعة من مملكته، ما يهدد التواصل جنوب باريس.
في 1108-1109 استولى سيد إقطاعي يدعى أيمون فير فاش على بوربون من ابن أخيه، أرشامبو القاصر. طلب لويس إعادة الحق للصبي لكن أيمون رفض الأمر. حرّك لويس جيشًا وحاصر أيمون في قلعته جيرمني سور لوبوا، ما أجبره على الاستسلام وتسليم حقوق أرشامبو.
في عام 1121، أسس لويس مارشاندس دي لو لتنظيم التجارة على طول نهر السين.
في عام 1122، ناشد إيميري، أسقف كليرمون، لويس بعد أن طرده ويليام السادس، كونت أوفرن، من مدينته الأسقفية. وحين رفض ويليام طلب لويس، حشد لويس جيشًا في بورج، وسار إلى أوفيرن، مدعومًا ببعض أهم أتباعه، مثل كونتات أنجو وبريتاني ونيفير. استولى لويس على قلعة بون دو شاتو على نهر أليي، ثم هاجم كليرمون، فاضطر ويليام للتخلي عنها. استعاد إيميري المدينة. وبعد أربعة أعوام، تمرد ويليام مجددًا، وسار لويس على رأس جيشه رغم وزنه المتزايد الذي جعل الحملة صعبة. أحرق لويس مونتفيراند واستولى على كليرمون مرة أخرى، وأسر ويليام، وجلبه إلى المحكمة في أورليانز لمواجهة جرائمه.
ذاع صيت بعض الخارجين عن القانون لشدة قسوتهم، وأبرز هؤلاء توماس، لورد كوسي، الذي اشتهر بتعذيب ضحاياه، إذ علّق الرجل من خصيتيه، واقتلع العيون، وقطع القدمين. أشار غيبرت من نوجينت إلى توماس بقوله: «لا يمكن أن يتخيل أحد عدد أولئك الذين لقَوا حتفهم في زنزاناته، من الجوع، من التعذيب، من القذارة». 